# IC 205
IC 205 је спирална галаксија у сазвјежђу Кит која се налази на листи објеката дубоког неба у Индекс каталогу.
Деклинација објекта је - 2° 5' 31" а ректасцензија 2h 7m 27,6s. Привидна величина (магнитуда) објекта IC 205 износи 13,8 а фотографска магнитуда 14,7. IC 205 је још познат и под ознакама UGC 1613, MCG 0-6-34, CGCG 387-38, PGC 8098.